# Tuono nel deserto
Tuono nel deserto (Desert Thunder) è un film statunitense del 1999 diretto da Jim Wynorski.

## Trama
Lee Miller, pilota dell'aeronautica militare statunitense oramai in congedo, viene richiamato in servizio. Dovrà affrontare le minaccia proveniente dall'Iraq da parte di un gruppo di terroristi dotati di armi biologiche.

## Produzione
Il film fu prodotto da Concorde-New Horizons, società di Roger Corman, e Sunset Films International e diretto da Jim Wynorski nel marzo 1998. Roger Corman è accreditato anche come produttore esecutivo. Daniel Baldwin interpreta Lee Miller.

## Distribuzione
Il film fu distribuito negli Stati Uniti nel 1999 dalla New Horizons Home Video, invece in Italia fu trasmesso direttamente in chiaro su Italia 1 il 6 luglio dello stesso anno, in prima visione.
Alcune delle uscite internazionali sono state:
- in Italia il 9 luglio 1999  (Tuono nel deserto, in prima TV )
- negli Stati Uniti il 15 febbraio 2000 (in anteprima)
- in Ungheria il 14 marzo 2000 (in anteprima)
- in Germania il 3 luglio 2000
- nel Regno Unito il 4 novembre 2005 (in prima TV)
- in Grecia (Kataigida tis erimou)
- in Francia (Le commando du désert)
- in Spagna (Trueno del desierto)